# Villenauxe-la-Grande
Villenauxe-la-Grande település Franciaországban, Aube megyében. Lakosainak száma 2604 fő (2022. január 1.). Villenauxe-la-Grande Barbuise, Montpothier, Plessis-Barbuise, Montgenost, Nesle-la-Reposte és Louan-Villegruis-Fontaine községekkel határos.

## Népesség
A település népessége az elmúlt években az alábbi módon változott:
| Lakosok száma | 2017 | 1818 | 2135 | 2760 | 2755 | 2734 | 2721 | 2726 | 2685 | 2604 |
|               | 1968 | 1982 | 1990 | 2006 | 2013 | 2015 | 2017 | 2019 | 2020 | 2022 |